# TV-Helden
TV-Helden war eine Satiresendung, die am 24. und 31. Januar 2009 auf RTL Television ausgestrahlt wurde.

## Inhalt
Moderatoren waren Jan Böhmermann, Caroline Korneli und Pierre Krause, die auch als Darsteller fungierten. So gaben sie sich etwa als seriöse Journalisten aus, um Prominente aus Politik und Wirtschaft zu interviewen und sie auf die Schippe zu nehmen. Es ging z. B. darum, in einem Gespräch mit Heiko Maas möglichst oft das Wort „Maß“ unterzubringen. Ein anderes Mal konnte sich der Reporter nicht verkneifen, über Günther Becksteins Aussprache zu lachen. Zu einem Gespräch mit einem Mitarbeiter der Bahn erschien hingegen kein Interviewer, um auf die häufigen Verspätungen der Züge anzuspielen. Auch wurde bei Call-In-Shows angerufen und versucht, die Moderatoren zu verwirren.
Große mediale Beachtung fand eine Pressekonferenz zur angeblichen Gründung des 1. Türkischen Karnevalsvereins Deutschlands e. V. (TKVD).

## Hintergrund
Während die Einschaltquoten der zu später Stunde (nach 23 Uhr) ausgestrahlten Sendungen hinter den Erwartungen zurückblieben (1,91 Mio. bzw. 1,87 Mio. Zuschauer), erhielt die Sendung einige gute Kritiken. So wurde sie mit dem Deutschen Fernsehpreis 2009 in der Kategorie Beste Comedy ausgezeichnet und war für den Deutschen Comedypreis 2009 in der Rubrik Beste Comedyshow nominiert.
Ab September 2009 gehörten die drei Protagonisten der Sendung TV-Helden zum Team von Harald Schmidt in der ARD.

## Auszeichnungen
2009: Deutscher Fernsehpreis: Beste Comedy

## Trivia
In der Dankesrede zum Erhalt des Deutschen Fernsehpreises bedankte sich das Team bei RTL, dass die Sendung nicht gleich nach der ersten Folge abgesetzt worden sei (sie wurde nach der zweiten Folge abgesetzt).